# Ausculta cardíaca
Ausculta ou Auscultação Cardíaca é a parte da Semiologia que estuda os sons gerados pelo ciclo cardíaco e seu significado.
Utiliza-se um estetoscópio. O estetoscópio padrão tem duas olivas, que se encaixam na orelha do examinador, um ou dois tubos condutores por onde o som é conduzido, e uma campânula e/ou um diafragma, que é colocado no corpo do examinando, para amplificar os sons corporais.

## Classificação dos sons cardíacos

### Sons relacionados a primeira bulha ou primeiro som cardíacos
- Primeira bulha ou primeiro som cardíacos.
- Quarta bulha ou quarto som cardíacos.

### Sons relacionados a segunda bulha ou segundo som cardíacos
- Segunda bulha ou segundo som cardíacos.
- Terceira bulha ou terceiro som cardíacos.

### Sons ocorridos na sístole cardíaca
- Estalido proto-sistólico.
- Estalido meso-sistólico.
- Estalido tele-sistólico.
- Sopro sistólico.

### Sons ocorridos na diástole cardíaca
- Estalido de abertura mitral.
- Sopro diastólico.

### Outros sons
- Sopro contínuo.
- Sopro sisto-diastólico.
- Atrito pericárdico.

## Processo
Quando se ausculta uma pessoa com um estetoscópio, o batimento cardíaco é marcado por dois sons, descritos como “lub, dub; lub, dub”. O “lub” é é a primeira bulha cardíaca e é causada pelo fechamento das válvulas atrioventriculares durante a contração dos ventrículos. O “dub” é a segunda bulha, causada pelo fechamento das válvulas aórtica e pulmonar ao termino da contração.
Quando os ventrículos contraem, as pressões aumentadas nos dois ventrículos forçam o fechamento das cúspides das válvulas atrioventriculares. A interrupção súbita do fluxo dos ventrículos para os átrios faz com que o sangue produza vibrações das paredes cardíacas e do próprio sangue e essas vibrações são transmitidas ate a parede torácica, onde são ouvidas as primeiras bulhas, o som “lub”.
Imediatamente após os ventrículos terem descarregado seu sangue para o sistema  arterial, o subseqüente relaxamento ventricular permite que o sangue volte a fluir para trás, das artérias para os ventrículos, o que provoca o fechamento abrupto das válvulas aórtica e pulmonar, produzindo vibrações no sangue e nas paredes das artérias pulmonar e aorta., essas vibrações são transmitidas para a parede torácica, causando a segunda bulha, o som “dub”.
E através dos focos primários que percebemos as bulhas cardíacas, e esses focos são:
- Foco mitral, localizado na sede do “íctus cordis”, ou seja, no 4º e 5º espaço intercostal esquerdo entre a linha mamilar e para- esternal, cerca de 8 cm da linha mediana anterior.
- Foco tricúspide, localizado no segmento inferior do esterno, junto à base do apêndice xifóide.
- Foco pulmonar, localizado na extremidade esternal do 2º espaço intercostal esquerdo, junto à borda esternal.
- Foco aórtico, localizado na extremidade esternal do 2º espaço intercostal direito, junto à borda esternal.